# 9270 Sherryjennings
9270 Sherryjennings è un asteroide della fascia principale. Scoperto nel 1978, presenta un'orbita caratterizzata da un semiasse maggiore pari a 3,0496705 au e da un'eccentricità di 0,1456328, inclinata di 2,51560° rispetto all'eclittica.